# Mlečni riž
Mlečni riž je samostojna jed, lahko tudi sladica, ki se skuha iz mleka in riža. Lahko se ponudi kot hladna ali topla jed in dopolni po okusu s cimetom, sadjem, kakavom itd.